# Atrapada
Atrapada (lit. Encurralada) é uma telenovela mexicana produzida por Ernesto Alonso para a Televisa e exibida entre 19 de agosto de 1991 e 24 de abril de 1992, substituindo En carne propia e sendo substituída por La sonrisa del diablo, em 180 capítulos de 30 minutos.
Foi protagonizada por Christian Bach e Héctor Bonilla, com atuação antagônica de Guillermo Capetillo e Raquel Olmedo.

## Enredo
Tudo começa na festa de fim de ano da milionária família Montero. Antonio Montero, presidente das empresas Montermex é encontrado morto supostamente a causa de um suicidio, mas Camila, a filha de Antonio, está convencida que seu pai foi assassinado para tirá-lo do caminho do controle das empresas.
Começam as suspeitas e intrigas. Todos são suspeitos, inclusive os homens que Camila amou: René Pizarro, seu primeiro  noivo; Ángel Montero, de quem também se apaixonou; e Gonzalo Rodríguez, com quem acabou se casando, sem amor. Ninguém percebeu a presença deste último na festa até que um dos empregados disse haver-lo visto nessa noite na casa dos Montero.
Mas pouco a pouco irão ocorrendo mais mortes que fará que Camila fique presa em um vértice de dor, angustia e suspense. Será o assassino um dos amores de Camila? Tentará ele também acabar com ela, já que está decidida a encontrar quem matou seu pai?

## Elenco
- Christian Bach - Camila Montero
- Héctor Bonilla - Gonzalo Rodríguez
- Guillermo Capetillo - Ángel Montero
- Alma Muriel - Luisa
- Frank Moro - Jaime
- Guillermo García Cantú - Víctor Montero
- Gerardo Murguía - René Pizarro
- Margarita Gralia - Adela Montero
- Rosario Gálvez - Tomasa
- Ernesto Godoy - Raúl
- Marisol Santacruz - Sonia Montero
- Rodrigo Vidal - Luis
- Sofía Alvarez - Alicia Montero
- Roberto Antúnez - Claudio López Naranjo
- Julieta Egurrola - Josefina "Fina" vda. de Montero
- Raquel Olmedo - Marcia Montero
- Macaria - Rita
- Raul Román - David
- Mario Casillas - Aníbal Montero
- Armando Araiza - Fernando
- Lucero Lander - Elisa Pizarro
- Carlos Cardán - Manuel
- Dunia Saldívar - Lola
- Alicia Fahr - Nina
- Marichelo - Mimí
- Arturo Beristáin - Eduardo
- Jerardo - Efraín
- Miguel Suárez - Don Fernando
- Gerardo Vigil - Ledezma
- Lucero Rojas - Daniela
- Jorge Fegan - Dr. Salas
- David Rencoret - Dr. Orozco
- María Rebeca - Gloria
- Mauricio Ferrari - Antonio Montero
- Alejandro Ruiz - Octavio
- Ofelia D'Rosas - Verónica
- Leandro Martínez - Don Paco
- Evangelina Sosa - Lupita
- Rosita Quintana - Jane Solís
- Felio Heliel - Dr. Wilfredo Salas
- Montserrat Ontiveros - Olga